# 高沼用水路
高沼用水路（こうぬまようすいろ）は、埼玉県さいたま市にある灌漑農業用水のことである。高沼用水とも称されるが、さいたま市役所の表記は「高沼用水路」である。

## 流路

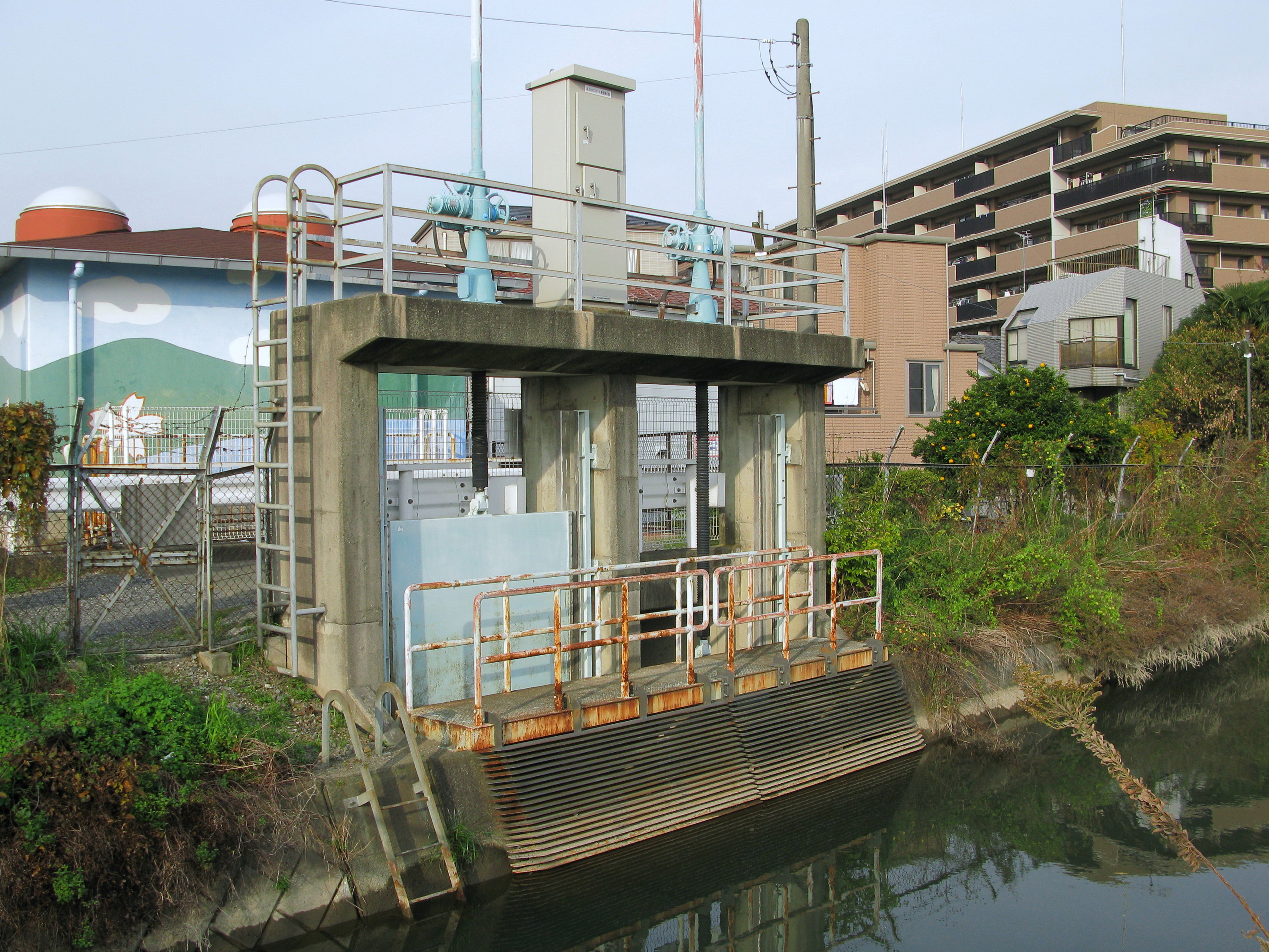
起点、高沼分水工

さいたま市大宮区北袋町で見沼代用水西縁から取水（分水）し、南西に流れて大宮台地とさいたま新都心を暗渠で通過、中央区下落合（与野本町駅東）で東縁・西縁に分岐する。
東縁は、鴻沼川の東側を並行して台地の縁に沿って南下、南区鹿手袋で西へ流路を変えて、中浦和駅下を通過、関で鴻沼川に合流する。かつては鹿手袋三丁目付近で分水し、鹿手袋村の用水として使われていた水路があった。現在は暗渠化され歩道となっている。
中浦和駅付近は暗渠化されて歩道が整備されていたが、さらに2014年にはそこから下流の鴻沼川への合流点までがボックスカルバートによって暗渠化されている。
西縁は、鴻沼川を渡って西側を並行して南下し、東縁合流地点より30 m下流の桜区西堀で鴻沼川に合流する。
両縁を合わせた総延長は約10 kmである。

## 歴史

井沢弥惣兵衛像

東縁・西縁に囲まれた地域には、北から霧敷川が流れ込む鴻沼（高沼）があり、下流域17村の灌漑用水として用いられていた。
享保の改革のため新田開発を薦めていた将軍・徳川吉宗の命により、井沢弥惣兵衛は見沼代用水開削と見沼干拓を実施。その竣工後の1729年から鴻沼干拓にも着手した。
工事は見沼干拓と同様、用水路を開き排水路を設ける「紀州流」で行われた。高沼用水路は、見沼代用水西縁と鴻沼の間の台地を切り開いて導水路を造り、霧敷川が鴻沼へ流入する上流で東縁と西縁の二手に分け、東縁は鴻沼東岸の台地に沿って南下、西縁には霧敷川を合流させ、鴻沼西岸の台地に沿って南下させた。
同時に、鴻沼中央に鴻沼排水路（現・鴻沼川）を新削、鴨川へ放水して干拓し、62 haの「鴻沼新田（高沼新田）」が拓かれた。
明治に入り、高沼用水路は水利組合によって管理されるようになる。
昭和30年代に入ると、周辺の宅地化に伴い灌漑目的が薄れ、西縁へ流入していた霧敷川は1965年に治水のため鴻沼排水路へ付け替えられて鴻沼川となった。
また、1999年には管理が市へ移管され、現在は普通河川になっている。

## 橋梁
- 境橋（高沼分水工）
- （埼玉県道35号川口上尾線）
- 鴻沼橋
- （埼玉県道56号さいたまふじみ野所沢線）
- （この間暗渠）
- 高台橋（埼玉県道164号鴻巣桶川さいたま線）
- （東北本線）
- （この間暗渠）
- （西大通り）
- 高谷橋
- （暗渠・さいたま市立下落合小学校）
- 名称不明
- 希望橋（さいたま市立与野東中学校前）
- 名称不明
- （埼玉県道159号さいたま北袋線）
- 落合橋（国道17号）
- 本村橋
- （埼玉県道119号与野停車場線）
- 境橋
- 用水橋
- 橋戸橋

- これより下流は、高沼用水路の東縁および西縁（橋は数多くあるが名前の付いた橋は少ない）